# Newsies
Newsies (publicat com The News Boys al Regne Unit) és una pel·lícula de comèdia i drama musical històrica nord-americana de 1992 produïda per Walt Disney Pictures i dirigida pel coreògraf Kenny Ortega en el seu debut com a director cinematogràfic. Basat lliurement en el New York City Newsboys' Strike de 1899 i amb dotze cançons originals d'Alan Menken amb lletra de Jack Feldman i un subratllat de J. A. C. Redford, és protagonitzada per Christian Bale, Bill Pullman, Ann-Margret i Robert Duvall.
La pel·lícula va ser una bomba inicial de taquilla, i va rebre crítiques negatives i mixtes en el moment de la seva estrena. No obstant això, més tard va guanyar un seguiment de culte en el vídeo casolà, i finalment va ser adaptat a un musical escènic a Broadway. L'obra va ser nominada a vuit premis Tony, guanyant-ne dos, incloent la millor banda sonora original per a Menken i Feldman.

## Sinopsi
Amb el Nova York de l'any 1899 com a escenari i basat en una història real, Newsies explica la història de Jack Kelly, un carismàtic venedor de diaris i líder d'una banda de joves que comparteixen l'ofici (newsies) que només somia amb una vida millor, allunyat de les penúries dels carrers de la ciutat.
Quan Joseph Pulitzer i William Randolph Hearst augmenten els preus de la comercialització dels diaris, Jack Kelly troba una causa per la qual lluitar i acut a les notícies de tota la ciutat per atacar i aconseguir el seu objectiu. Pretén aconseguir la regularització del preu dels diaris per tal que ell i la resta dels seus companys puguin seguir vivint de la seva feina.

## Repartiment
- Christian Bale com Jack "Cowboy" Kelly / Francis Sullivan
- David Moscow com David Jacobs
- Dominic Lucero com Bumlets
- Luke Edwards com Les Jacobs
- Bill Pullman com Bryan Denton
- Robert Duvall com Joseph Pulitzer
- Ann-Margret com Medda Larkson
- Ele Keats com Sarah Jacobs
- Aaron Lohr com "Mush" Meyers
- Max Casella com "Racetrack" Higgins
- Trey Parker com "Kid Blink" [a][3]
- Michael A. Goorjian com Skittery
- Gabriel Damon com "Spot" Conlon
- Marty Belafsky com Crutchie
- Jeffrey DeMunn com Mayer Jacobs
- Deborra-Lee Furness com Esther Jacobs
- Kevin Tighe com Mister Snyder
- Michael Lerner com "Wiesel"
- Shon Greenblatt com Oscar Delancey
- David Sheinkopf com Morris Delancey
- Charles Cioffi com Don Seitz
- William Boyett com Judge Monahan
- Marc Lawrence com Mr. Kloppman
- Arvie Lowe Jr. com "Boots" Arbus
- Scott Caudill com Newsies Dancer

Walt Disney Pictures va utilitzar el seu soci de finançament de pel·lícules, Touchwood Pacific Partners, per finançar la producció de la pel·lícula. La producció tenia un pressupost de 15 milions de dòlars. El col·laborador de llarga data d'Alan Menken, Howard Ashman, estava massa malalt de sida per treballar amb Menken en aquesta pel·lícula, i finalment moriria el 14 de març de 1991. Menken va portar el lletrista Jack Feldman per ajudar.

## Música
Newsies (Original Motion Picture Soundtrack), banda sonora d'Alan Menken, Jack Feldman i J.A.C. Redford.
La Banda Sonora de la pel·lícula fou estrenada el 10 d'abril de 1992 i enregistrada el mateix any.
| No. | Títol                           | Intèrpret(s)                    | Llargada |
| --- | ------------------------------- | ------------------------------- | -------- |
| 1.  | "Prologue"                      | Max Casella                     | 0:48     |
| 2.  | "Carrying the Banner"           | Newsies Ensemble                | 6:15     |
| 3.  | "Santa Fe"                      | Christian Bale                  | 4:18     |
| 4.  | "My Lovey-Dovey Baby"           | Ann-Margret                     | 1:30     |
| 5.  | "Fightin' Irish: Strike Action" | JAC Redford                     | 1:50     |
| 6.  | "The World Will Know"           | Newsies Ensemble                | 3:20     |
| 7.  | "Escape from Snyder"            | Redford                         | 2:08     |
| 8.  | "Seixe the Day"                 | Newsies Ensemble                | 2:01     |
| 9.  | "King of New York"              | Bill Pullman i Newsies Ensemble | 2:25     |
| 10. | "High Times, Hard Times"        | Newsies Ensemble/Ann Margret    | 2:54     |
| 11. | "Seize the Day (Chorale)"       | Newsies Ensemble                | 1:12     |
| 12. | "Santa Fe (repetició)"          | Christian Bale                  | 1:49     |
| 13. | "Rooftop"                       | Redford                         | 3:13     |
| 14. | "Once and for All"              | Newsies Ensemble                | 2:24     |
| 15. | "The World Will Know (Finale)"  | Newsies Ensemble                | 1:50     |
| 16. | "Carrying the Banner (Finale)"  | Newsies Ensemble                | 6:20     |

## Estrena
Newsies va ser estrenada el 10 d'abril de 1992, a través del distribuïdor Buena Vista Pictures. La pel·lícula no va recuperar el seu pressupost de 15 milions de dòlars, guanyant menys d'una cinquena part a la taquilla. Des de llavors, Newsies ha adquirit una gran popularitat.
Al 1992, la pel·lícula es va estrenar a Walt Disney Home Video, mentre que el 2002 es va publicar un DVD d'edició per a col·leccionistes. Walt Disney Studios Home Entertainment va estrenar la pel·lícula en Blu-ray, com a edició del 20è aniversari, el 19 de juny de 2012.

## Recepció

### Resposta crítica
A Rotten Tomatoes, la puntuació mitjana de la pel·lícula és del 39% basada en 38 crítiques, amb una valoració mitjana de 5/10. El consens crític diu: "Extra! Extra! Llegiu tot sobre Newsies en comptes de patir els seus interludis musicals decepcionants, tot i que Christian Bale és un heroi enèrgic." A Metacritic, la pel·lícula té una puntuació mitjana ponderada de 46 sobre 100, basada en 19 crítics, que indica "crítiques mixtes o mitjanes". El crític i historiador de cinema Leonard Maltin el va anomenar Howard the Paperboy, i va assenyalar que "Aquest projecte ambiciós (fins a cert punt) es realitza amb una puntuació poc brillant i amb uns nombres de producció reduïts que semblen barats malgrat l'ampli pressupost de producció de la pel·lícula, per no parlar. el seu temps de funcionament inflat".

### Taquilla
La pel·lícula va recaptar 2.819.485 dòlars nacionals. La pel·lícula no va recuperar el seu pressupost de 15 milions de dòlars, guanyant menys d'una cinquena part a la taquilla. També es troba entre les pel·lícules d'acció en directe amb menys recaptació produïdes pels Walt Disney Studios. Això es deu al fet que la pel·lícula va ser retirada de molts cinemes després d'un cap de setmana d'estrena deficient.

## Context històric
La vaga de repartidors de 1899 fou una campanya dirigida per joves estatunidencs amb l'objectiu que els diaris de Joseph Pulitzer i de William Randolph Hearst compensaven el treball infantil dels joves repartidors de diaris. Aquesta va durar del 20 de juliol al 2 d'agost. El líder de la vaga era un jove amb un sol ull anomenat Louis Balletti, sobrenomenat "Kid Blink", que parlava amb un fort accent de Brooklyn que sovint es transcriu fonèticament quan el citaven els diaris. Kid Blink apareix a la pel·lícula com un personatge secundari menor, mentre que el paper de líder de vaga s'atorga al fictici Jack "Cowboy" Kelly. Kid Blink i un altre periodista de la vida real, Morris Cohen, van ser la inspiració de Kelly. La vaga real va acabar amb un compromís: el World and Journal van acordar comprar de nou tots els exemplars no venuts dels diaris, donant suport als joves repartidors.

## Adaptació escènica al musical
Disney Theatrical Productions va produir un musical escènic basat en la pel·lícula que es va jugar al Paper Mill Playhouse de Millburn, Nova Jersey, des del 25 de setembre de 2011 fins al 16 d'octubre, protagonitzada per Jeremy Jordan com a Jack. Newsies!: The Musical conté cançons de la pel·lícula, així com diversos números musicals nous.
L'espectacle va guanyar vuit nominacions als premis Tony, inclòs el millor musical, millor coreografia i millor banda sonora original. L'espectacle es va tancar el 24 d'agost de 2014, després d'haver fet 1.004 actuacions. El 2022 es va anunciar que Newsies es traslladaria a l'extrem oest.